# Sultsina

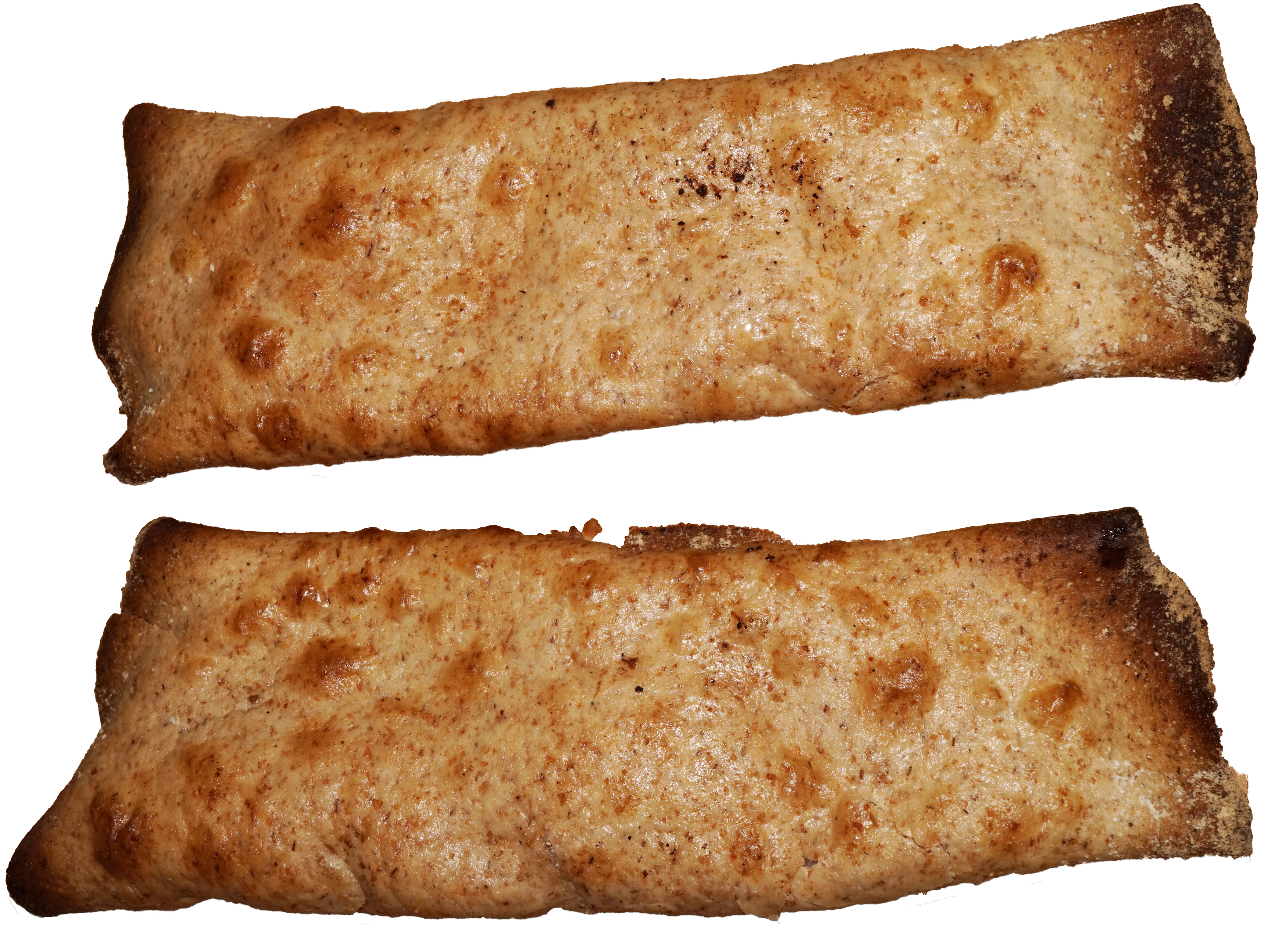
Sultsina

Sultsina to tradycyjna kareliańska potrawa, placek przypominający francuskie crêpes, z ciasta z przaśnego żyta i nadzieniem z kaszy manny lub puddingu ryżowego
Twarde ciasto jest utworzone przez zmieszanie mąki żytniej i wody i walcowanie do postaci cienkiego koła, podobnie jak w pierogach karelskich. Jest następnie smażone na suchej patelni, na stosunkowo wysokim ogniu. Po jednej lub obu stronach są następnie polewane roztopionym masłem lub mieszaniną roztopionego masła i wody, a następnie ułożone na siebie. Nadzienie nakłada się na rozłożone ciasto, pozostawiając krawędzie puste i składa się sultsinę. Podobnie jak większość tradycyjnych kareliańskich wypieków, sultsina smakuje najlepiej świeża, nieprzechowywana.